# Romuald Traugutt

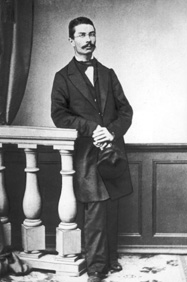
Romuald Traugutt.

Romuald Traugutt, född 16 januari 1826, död 5 augusti 1864, var en polsk general och krigshjälte, bäst känd för att ha deltagit i januariupproret. Från oktober 1863 till augusti 1864 var han ledare för det polska folkupproret. Han var utrikesminister i nationalregeringen från 17 oktober 1863 till 20 april 1864.

## Karriär
Innan revolten var han överstelöjtnant (podpułkownik) i ryska armén och hade utmärkt sig i krimkriget.  Han drog sig tillbaka från armén 1862 och kom i kontakt med konservativa polska nationalister. Efter att ha lett en partisanrörelse under det inledande upproret blev han ledare för rebellerna i oktober 1863. 
Efter att upproret misslyckats dömdes han till döden av den ryska regimen och hängdes nära Warszawas citadell den 5 augusti 1864, 38 år gammal, tillsammans med andra rebelledare (Rafał Krajewski, Józef Toczyski, Roman Żuliński och Jan Jeziorański).

## Hågkomst
- 1916 restes ett monument i Warszawa på platsen för hans avrättning.[2] 1925 döpte man hela området till Trauguttparken.[3]

- 1933 utgavs ett 10 zloty silvermynt för att högtidlighålla 100-årsminnet av Traugutts avrättning.

- 1945 blev han hedrad på den nybildade staten Folkrepubliken Polens allra första frimärke, i ett set med andra nationalhjältar.[4] Han hade tidigare tryckts på frimärken 1938 för att fira Polens 20-årsjubileum som självständig stat efter första världskriget.[5] Man tryckte flera frimärken till hans ära 1962 [6] och 1963.[7]
- Traugutts porträtt är avbildat på 20-złotysedlarna som trycktes 1982.[8]

- En skola i Częstochowa är uppkallad efter honom, och ett minnesmärke restes över honom 1933 i orten Ciechocinek.[9]

- Romersk-katolska kyrkan överväger att saligförklara honom med tanke på hans överväldigande hängivenhet till Gud och sin uppoffring för sitt hemland.[10]